# Садыков, Фагим Бенияминович
Фагим Бенияминович Садыков (16 июня 1928, с. Новомуслимово — 23 июня 1998, Уфа) — философ, академик АН РБ (1998), доктор философских наук (1973), заслуженный деятель науки БАССР (1977).

## Биография
Родился 16 июня 1928 года в селе Новомуслимово Месягутовского кантона БАССР (ныне — Мечетлинский район РБ).
В 1950 году окончил исторический факультет Свердловского государственного педагогического института.
После окончания института с 1953 года работал преподавателем общественных дисциплин в Уральском филиале АН СССР, в Челябинском политехническом институте, в Новосибирском университете, Ставропольском сельскохозяйственном институте. С 1969 года — в Башкирском государственном университете (ныне Уфимский университет науки и технологий), зав. кафедрой.
Ученый-философ скончался 23 июня 1998 года в городе Уфе.

## Научная деятельность
Ф. Садыков занимался актуальными проблемами философии — исследование противоречий социализма, их отличие от капиталистических противоречий, проблемами объективных и субъективных факторов в развитии общества. На основе своих работ он пришел к выводу о необходимости замены построенного социализма на социализм с предлагаемым им основами построения.
Одновременно с преподавательской работой он был председателем Башкирского отделения Российского философского общества, затем, с 1981 года — Российского философского общества, возглавлял специализированные советы по защите докторских и кандидатских диссертаций в БГУ.
Его учениками были 10 докторов и 30 кандидатов наук. Академик АН РБ (1998), он состоял в Отделении гуманитарных наук АН РБ.

### Труды
Автор более 100 научных трудов, включая 4 монографии:
- Единство народа и противоречия социализма. — Ставрополь, 1968.
- О соотношении объективного и субъективного в развитии общества // Научное управление обществом. — М., 1976.
- Место экологического подхода в системе критериев разумных потребностей. — М., 1985.
- Особенность советской цивилизации. — Уфа: Гилем, 1998.

## Награды
Заслуженный деятель науки БАССР (1977)